# Ta-wer
Ta-wer (gr. Name Thinites) war der Name des 8. oberägyptischen Gaues. Er hatte eine Länge von 67,138 Kilometern und erstreckte sich vom Gebel et-Tarif bis nördlich von Menschijeh. Zu dem Gau gehörten zeitweise die Oasen Charga und Dachla sowie das Gebiet auf dem Ostufer des Nils zwischen Gebel Tuch und Gebel et-Tarif. Die Hauptstadt war lange Zeit Thinis, später verlagerte sich die Metropole nach Ptolemais Hermeiou. Abydos bildete einen eigenen Unterbezirk dieses Gaues.
Ta-wer wird zum ersten Mal in der Weltenkammer und im Grab des Nesutnefer erwähnt.
Das „Abydos-Fetisch“ (auch „Osiris-Symbol“) genannte Gauzeichen sieht einem Omphalos ähnlich und wird von Eberhard Otto als eine Art Urhügel gedeutet. Es könnte sich gemäß älteren Darstellungen auch um eine auf einen Stock gesteckte Perücke handeln. Das Symbol wurde anfänglich mit zwei Hörnern und einem herabhängenden Band geschmückt, später mit zwei Straußenfedern oder einer Federkrone. Es wurde schon früh auf eine Standarte gestellt und als heilig verehrt. Seit dem Neuen Reich wurde der Fetisch als Kopf des toten Osiris aufgefasst und galt als eine Reliquie, die man als tragbaren Gegenstand im Tempel aufbewahrte. Ramses I. und Sethos I. werden vor diesem Symbol opfernd in ihren Tempeln dargestellt.
Bekannte Gaufürsten waren unter anderem Gegi.